# Нове Ястшембсько
Нове Ястшембсько (пол. Nowe Jastrzębsko) — село в Польщі, у гміні Збоншинь Новотомиського повіту Великопольського воєводства.
Населення — 132 особи (2011).
У 1975-1998 роках село належало до Зеленоґурського воєводства.

## Демографія
Демографічна структура станом на 31 березня 2011 року:
|          | Загалом | Допрацездатний вік | Працездатний вік | Постпрацездатний вік |
| -------- | ------- | ------------------ | ---------------- | -------------------- |
| Чоловіки | 65      | 15                 | 45               | 5                    |
| Жінки    | 67      | 18                 | 33               | 16                   |
| Разом    | 132     | 33                 | 78               | 21                   |